# Carolee Schneemann
Carolee Schneemann (Fox Chase, Pensilvania, 12 de octubre de 1939-6 de marzo de 2019) fue una artista visual estadounidense especializada en performance, conocida por sus discursos sobre el cuerpo, la sexualidad y de género.
Recibió un B.A. de la Bard College y un M. F. A de la Universidad de Illinois. Su obra se caracterizó principalmente por la investigación de las tradiciones visuales, los tabúes, y el cuerpo del individuo en relación con las entidades sociales. Sus obras se han exhibido en el Museo de Arte Contemporáneo de Los Ángeles, el Museo de Arte Moderno de Nueva York, y el London National Film Theatre. Schneemann impartió clases en varias universidades, incluyendo el California Institute of the Arts, la School of the Art Institute of Chicago, la Hunter College y la Universidad Rutgers, donde fue la primera profesora de arte contratada. Además, publicó ampliamente, produciendo obras, tales como Cézanne, She Was a Great Painter "Cézanne, fue una gran pintora" (1976) y More than Meat Joy: Performance Works and Selected Writings "Más de carne Alegría: Obras de rendimiento y Escritos seleccionados" (1997).
Las obras de Schneemann se han asociado con una variedad de clasificaciones de arte como Fluxus, Neo-Dada, Beat Generation, y Happening.

## Biografía
Cuando era niña, sus amigos la describen como "una loca panteísta", debido a su relación y respeto por la naturaleza. Schneemann citó a su primera conexión entre el arte y la sexualidad de sus dibujos a las edades de cuatro y cinco, lo que basó en su dibujó recetas médicas de su padre. La familia Schneemann fue en general de apoyo a su naturalidad y gratuidad con su cuerpo. Schneemann se atribuyó el apoyo de su padre sobre el hecho de que él era un médico rural que tuvo que hacer frente a menudo con el cuerpo en varios estados de salud.
Schneemann fue galardonada con una beca completa al Bard College en Nueva York. Ella fue la primera mujer de su familia en asistir a la universidad, pero su padre le desalienta a una educación artística. Mientras que en el Bard, Schneemann comenzó a darse cuenta de las diferencias entre las percepciones de hombres y mujeres de los demás cuerpos, mientras que sirvió como modelo de desnudos para los retratos de su novio y mientras pintaba autorretratos desnudos. Durante la licencia de Bard y con una beca por separado a la Universidad de Columbia, se reunió con el músico James Tenney, quien asistió a la Juilliard School. Su primera experiencia con el cine experimental fue a través de Stan Brakhage, ella y el amigo de Tenney. Después de graduarse de Bard, Schneemann asistió a la Universidad de Illinois por su título de posgrado.

### Los primeros trabajos
Carolee Schneemann comenzó su carrera artística como pintora en la década de 1950. Sus trabajos de pintura comenzó a adoptar algunas de las características del arte Neo-Dada, ya que utiliza las estructuras de caja junto con la pincelada expresionista. Estas construcciones comparten en gran medida las características texturales que se encuentran en la obra de artistas como Robert Rauschenberg. Schneemann describía el ambiente en la comunidad del arte en ese momento como misóginas y que las mujeres artistas de la época no eran conscientes de sus cuerpos. Estas obras integradas de la influencia de artistas como el pintor post-impresionista Paul Cézanne y los problemas en la pintura presentada por los expresionistas abstractos. Schneemann optó por centrarse en la expresividad de su arte en lugar de la accesibilidad o la elegancia. Se describía como una formalista, sin embargo, a diferencia de otros artistas feministas que querían distanciarse de la historia del arte de orientación masculina. Schneemann se involucró con el movimiento artístico de los happenings cuando organizó Journey through a Disrupted Landscape (Viaje a través de un paisaje Interrumpido), invitando a la gente a "arrastrarse, trepar, negociar las rocas, escalar, caminar, ir por el barro". Poco después conoció a Allan Kaprow, la figura principal de los happenings, además de artistas Red Grooms y Jim Dine. Bajo la influencia de figuras como Simone de Beauvoir, Antonin Artaud, Wilhelm Reich, y Kaprow, Schneemann se vio atraída por la pintura.
En 1962, Schneemann se trasladó con James Tenney de su residencia en Illinois a Nueva York cuando Tenney obtuvo un empleo en los Laboratorios Bell como un compositor experimental. A través de uno de los colegas de Tenney en Bell, Billy Klüver, Schneemann fue capaz de cumplir con figuras como Claes Oldenburg, Merce Cunningham, John Cage y Robert Rauschenberg, que consiguió involucrarse con el programa de arte de la Judson Memorial Church. Allí, participó en obras como Oldenburg's Store Days (1962) y Robert Morris's Site (1964) donde interpretó una versión en vivo de Olympia de Édouard Manet. Ella empezó a usar su cuerpo desnudo en las obras, sintiendo que tenía que ser aprovechada de nuevo en condición de un bien cultural. Schneemann llegó a conocer personalmente a muchos músicos de Nueva York y compositores de la década de 1960 y, entre ellos George Brecht, Malcolm Goldstein, Philip Glass, Terry Riley y Steve Reich. Ella estuvo también muy interesada en los expresionistas abstractos de la época, como Willem de Kooning. Sin embargo, a pesar de sus numerosas conexiones en el mundo del arte, las construcciones de pintura de Schneeman no generaron el interés de comerciantes de arte de Nueva York, aunque Oldenburg sugirió que no habría habido más interés de Europa. El primer apoyo para el trabajo de Schneemann vino de poetas como Robert Kelly, David Antin, y Paul Blackburn, que publicó algunos de sus escritos.
Producción en el trabajo de Schneemann, Eye Body (Los ojos del cuerpo) se inició en 1963. Schneemann creó un "loft del medio ambiente" lleno de espejos rotos, paraguas motorizados, y unidades de color rítmica. Para convertirse en un trozo del mismo arte, Schneemann se cubrió con diversos materiales como grasa, yeso y plástico. Creó 36 "acciones de transformación" - fotografías del artista islandés Erró de sí misma en su entorno construido. Se incluyen en estas imágenes un desnudo frontal con jardín de dos serpientes arrastrándose sobre el torso de Schneemann. Esta imagen se prestó especial atención tanto por su "erotismo arcaico" y su clítoris visible. Schneemann afirma que ella no sabía en el momento del simbolismo de la serpiente en las culturas antiguas en figuras como la diosa minoica serpiente y, de hecho, se enteró en años más tarde. A partir de su presentación al público en 1963, críticos de arte encuentran la obra obscena y pornográfica. El artista Valie Export observa Eye Body de la forma en que Schneemann retrata "cómo fragmentos al azar de la memoria y elementos personales de su entorno se superpone a su percepción".

### Carne y cine
La pieza de Meat Joy (Carne Alegría) 1964 giró en torno a ocho figuras parcialmente desnudas bailando y jugando con varios objetos y sustancias, entre ellas pintura fresca, embutidos, pescado crudo, trozos de papel, y pollos crudos. Fue estrenada en París y más tarde fue filmado y fotografiado como la realizada por su grupo Kinetic Theaterde (Teatro Cinético) de Judson Memorial Church. Ella describió la obra como un "erotic rite"("rito erótico") y un indulgente dionisíaco "celebration of flesh as material" ("celebración de la carne como material"). Meat Joy es similar a la forma de arte happening en que ambos utilizan la improvisación y se centró en la concepción, en el lugar de ejecución. Aunque su obra de la década de 1960 fue más basada en el rendimiento, continuó la construcción de conjuntos como el de Joseph Cornell de influencia Native Beauties (1962-64), Music Box Music (1964), y Pharaoh's Daughter (1966). Su Letter to Lou Andreas Salome (1965) expresó el interés filosófico de Schneemann que es mediante la combinación de garabatos de Nietzsche y Tolstói con una forma similar a Rauschenberg.
En 1964, Schneemann comenzó la producción de la película Fuses (Fusibles), finalmente acabado en 1967. Fuses retrata a Schneemann y su novio de entonces James Tenney tener relaciones sexuales según lo registrado por una cámara de 16 mm Bolex. Schneemann entonces alteró la película de coloración, ardor, y en dibujar directamente en el celuloide en sí, mezclando los conceptos de la pintura y el collage. Los segmentos se han editado junto a diferentes velocidades y se superponen con las fotografías de la naturaleza, que se yuxtaponen en su contra y los cuerpos de ella y Tenney, y de los órganos y actos sexuales. Fuses fue motivada por el deseo de Schneemann para saber si la representación de la mujer de sus propios actos sexuales era diferente de la pornografía y el arte clásico, así como una reacción al cortometraje de Stan Brakhage Window Water Baby Moving (ventana del bebé en movimiento del agua). Ella mostró la película a sus contemporáneos ya que trabajó en ella en 1965 y 1966, recibiendo comentarios positivos sobre todo de sus compañeros. Muchos críticos, la describieron como "exhibicionismo narcisista" y como auto-indulgente. Ella recibió una reacción especialmente fuerte en relación con la escena de cunnilingus en la película. Mientras que Fuses es vista como un filme "proto-feminista", Schneemann considera que fue descuidado en gran medida por los historiadores de cine feminista. La película carecía del fetichismo y la cosificación del cuerpo femenino como se ve mucho en la pornografía machista. Dos años después de su finalización, ganó el Festival de Cannes, Premio Especial del Jurado de Selección. El artista pop Andy Warhol, el cual Schneemann conocía, con el tiempo pasado en The Factory, jocosamente comentó que Schneemann debería haber tenido la película de Hollywood. Fuses se convirtió en la primera Autobiographical Trilogy (trilogía autobiográfica) de Carolee Schneemann. Aunque sus obras de la década de 1960 como ésta compartía muchas de las mismas ideas con los concurrentes artistas Fluxus, que se mantuvo independiente de cualquier movimiento específico. Sin embargo, constituyen la base para el movimiento de arte feminista, de los años 1960 y 1970. Schneemann señaló que la sexualidad de la película anula sus aspectos formales y estructurales para muchos espectadores.
Schneemann comenzó a trabajar en la siguiente película, Plumb Line, en su Autobiographical Trilogy (trilogía autobiográfica) en 1968. La película se abre con una imagen fija de la cara de un hombre con una plomada en frente de ella antes de toda la imagen empieza a quemar. Varias imágenes incluyendo la de Schneemann y el hombre aparecen en distintos cuadrantes de la trama, mientras que una banda sonora compuesta de la música discombobulating, las sirenas y ruidos de gato, entre otras cosas, jugar en el fondo. El sonido y las imágenes se vuelven más intensos mientras la película avanza, con narración de Schneemann acerca de un periodo de enfermedad física y emocional. La película termina con Schneemann atacando una serie de imágenes proyectadas y una repetición de la serie de estreno de la película. Durante una demostración de Plumb Line en el festival de cine de mujeres, la película fue abucheada por la imagen del hombre en el principio de la película.
En 1975, Schneemann realizó Interior Scroll, una pieza de influencia Fluxus con su uso del texto y el cuerpo. En su actuación, Schneemann entró envuelta en una sábana, en las que llevaba un delantal. Ella se desvistió y luego subió a una mesa donde esbozó su cuerpo con pintura oscura. Varias veces, ella tomaría "poses de acción", similares a las de las clases de dibujo gráfico. Al mismo tiempo, que leyó de su libro Cézanne, She Was a Great Painter (Cézanne, fue un gran pintor). Después de esto, dejó caer el libro y poco a poco extraído de su vagina un rollo del que ella leyó. El discurso feminista de desplazamiento de Schneemann, de acuerdo con el rendimiento teórico de Forte Jeanie, hizo parecer como si la vagina de Schneemann se informa que el sexismo [...]". El crítico de arte Robert C. Morgan afirma que es necesario reconocer el período durante el cual Interior Scroll se produjo con el fin de entender. Sostiene que mediante la colocación de la fuente de la creatividad artística en los genitales femeninos, Schneemann está cambiando las connotaciones masculinas de arte minimalista y el arte conceptual en una exploración feminista de su cuerpo. Interior Scroll, junto con Dinner Party de Judy Chicago, ayudó a desarrollar muchas de las ideas más tarde popularizado por el off-broadway Los monólogos de la vagina.
En 1978, Schneemann terminó la última película, Kitch's Last Meal, en lo que se llamó más tarde la "Autobiographical Trilogy".

### 1980 y más allá
En la década de 1980, Schneemann dijo que su trabajo era considerado a veces por diversos grupos feministas como una respuesta insuficiente a muchos temas feministas de la época.
En 1994 Schneemann con la pieza Mortal Coils conmemora quince amigos y colegas que habían muerto durante el período de dos años, incluyendo Hannah Wilke, John Cage, y Moorman Charlotte. La pieza consistió en mecanismos de rotación de la que colgaban cuerdas en espiral, mientras que las diapositivas de la que conmemoró artistas aparecieron en las paredes.
En diciembre de 2001, se dio a conocer Terminal Velocity, que consistía en un grupo de fotografías de personas que caen a la muerte del World Trade Center después de los atentados del 11 de septiembre de 2001. Junto con otra de las obras de Schneemann que utilizó las mismas imágenes, Dark Pond, Schneemann trató de "personalizar" las víctimas del ataque. Para lograr esto, ella digitalmente mejora y amplía las figuras en las imágenes, aislando las figuras de los alrededores.
Schneemann siguió produciendo arte, incluyendo en 2007 la instalación Devour, que contó con vídeos de las guerras recientes en contraste con las imágenes de la vida cotidiana de los Estados Unidos todos los días en las pantallas duales.

## Temas
Uno de sus principales trabajos se centra en la separación entre el erotismo y la política de género. Su gato Kitch, que apareció en obras como Fuses (1967) y Kitch's Last Meal  (1978), fue una figura importante en su trabajo durante casi veinte años. Ella usaba a Kitch como observador "objetivo" a ella y las actividades sexuales de Tenney, como ella dijo que no se vio afectada por las costumbres humanas. Uno de sus gatos más tarde, Vesper, apareció en la serie fotográfica Infinity Kisses (1986). En una colección de pared de tamaño de 140 fotos, documentos de ella besando a Vesper y documentos "de la artista en la vida".
Ella es clasificada una influencia estética en sí misma y en James Tenney por el poeta Charles Olson, especialmente a la universidad Maximus at Gloucester, pero también en general ", en relación con su preocupación por las imágenes de profundidad, la metáfora sostenida, y también que había estado investigando a los antepasados de Tenney ", a pesar de sus ocasionales comentarios sexistas.

### Pintura
Schneemann consideró su cuerpo y las piezas fotográficas que todavía se basa en la pintura a pesar de parecer lo contrario en la superficie. Ella se describió como "un pintor que ha dejado el lienzo para activar el espacio real y el tiempo vivido". Citó sus estudios con el pintor Paul Brach como enseñarle a "entender la carrera como un evento en tiempo" y pensar en ella artistas como "los colores en tres dimensiones". Schneemann tomó las ideas que se encuentran en sus pinturas abstractas figurativas de la década de 1950, donde se cortó y destruyó las capas de pintura de su superficie, y los trasladó a su obra fotografía Eye Body. El profesor de historia del arte Kristine Stiles afirma que toda la obra de Schneemann se dedica a la exploración de los conceptos de figura-fondo, la relacionalidad (tanto a través del uso de su cuerpo), y la semejanza (a través del uso de los gatos y los árboles). Stiles afirma que las cuestiones de sexo y política en el trabajo de Schneemann es simplemente dictar cómo el arte es forma, en lugar de los conceptos formales que se encuentran detrás de ella. Por ejemplo, Schneemann relacionó los colores y el movimiento que aparece en Fuses de pincel en la pintura. Su obra Up to and Including Her Limits 1976, también invocó la pincelada gestual del expresionismo abstracto con Scheemann colgando de cuerdas y haciendo garabatos con lápices de colores sobre una variedad de superficies.

## El feminismo y el cuerpo
Schneemann reconoció que se etiquetaba a menudo como un icono feminista y que ella era una figura influyente de artistas femeninas, pero también tomó nota de que llegaba a los artistas masculinos también. A pesar de que se caracterizó por ser una figura feminista, su obras exploran temas en el arte y dependen en gran medida en su amplio conocimiento de la historia del arte. A pesar de trabajos como Eye Body estaban destinados a explorar los procesos de pintura y ensamblaje, en lugar de hacer frente a temas feministas, que aún poseen una fuerte presencia femenina.
A diferencia en gran parte de otras artes feministas, Schneemann giraba en torno a la expresión sexual y la liberación, en vez de referirse a la persecución o represión de la mujer. Según el artista y profesor Johannes Birringer, el trabajo de Schneemann se resiste a la corrección política impuesta por algunas ramas del feminismo, así como ideologías que las feministas afirman son misóginas, como el psicoanálisis. También afirma que el trabajo de Schneemann es difícil de clasificar y analizar, ya que combina conceptos constructivistas y pictórica con su cuerpo físico y energético. En su libro de 1976, Cézanne, She Was A Great Painter, Schneemann escribió que ella utilizaba la desnudez en su obra de arte para romper los tabúes asociados con la cinética del cuerpo humano y para mostrar que "La vida del cuerpo es la expresión más diversa de una sociedad de sexo negativos que pueden admitir". También declaró: "En cierto sentido, me hizo un regalo de mi cuerpo a otras mujeres, dando a nuestros cuerpos de regreso a nosotros mismos". Ella prefería la expresión "istorical arte" (sin la h), con el fin de rechazar el "su" de la historia.

## Influencia y legado
Como gran parte de la labor de Schneemann está basada en los resultados, fotografías, documentos de vídeo, dibujos, y notas de la artista se utilizan a menudo para examinar su trabajo.
No fue sino hasta la década de 1990 cuando los trabajos de Schneemann comenzaron a ser reconocidos como importantes obras de arte feminista. La destacada primera exposición de su obra fue la retrospectiva de 1996 y Up To and Including Her Limits, llamado así por su obra de 1973 del mismo título. Se celebró en Nueva York en el New Museum of Contemporary Art y fue organizada por un gran curador Dan Cameron. Anteriormente, estas obras fueron rechazadas como el narcisismo o las formas excesivamente sexualizada de expresión.
Crítica que escribió Jan Avgikos en 1997, "Antes de Schneemann, el cuerpo femenino en el arte era mudo y funcionaba casi exclusivamente como un espejo del deseo masculino". Los críticos también han señalado que la reacción a la labor de Schneemann ha cambiado desde su interpretación original. Nancy Princenthal toma nota de que los espectadores modernos de la Meat Joy siguen aprensivos al respecto, sin embargo, ahora la reacción también se debe a la picadura de pollo crudo o los hombres transportando las mujeres sobre sus hombros.

## Lista de obras seleccionadas
- 1963: Eye Body: 36 Transformative Actions
- 1964: Meat Joy
- 1965: Viet Flakes
- Autobiographical Trilogy
  - 1964-67: Fuses
  - 1968-71: Plumb Line
  - 1973-78: Kitch's Last Meal
- 1973-76: Up to and Including Her Limits
- 1975: Interior Scroll
- 1981: Fresh Blood: A Dream Morphology
- 1981-88: Infinity Kisses
- 1986: Hand/Heart for Ana Mendieta
- 1986-88: Venus Vectors
- 1987-88: Vesper's Pool
- 1990: Cycladic Imprints
- 1991: Ask the Goddess
- 1994: Mortal Coils
- 1995: Vulva's Morphia
- 2001: More Wrong Things
- 2001: Terminal Velocity
- 2007: Devour